# Torrent de Migdia
El Torrent de Migdia o la Canal de Migdia es troba a Montserrat (Catalunya), el qual és, probablement, el torrent més profund i exuberant de tot aquest massís muntanyós.

## Descripció
Montserrat és ple de torrents que serpentegen entre altes parets i agulles i, d'entre tots, el de Migdia destaca pel seu microclima únic a les entranyes del seu bosc: fresc i humit durant tot l'any, ja que la seua espessa vegetació crea un ambient molt ombrívol. Quan el sol es pon i el cel ennuvolat s'encén amb la llum crepuscular, al Torrent de Migdia ja és negra nit. En aquest bosc frondós trobem una gran varietat d'arbres entre altres: alzines, roures, aurons, teixos, avellaners, til·lers i llorers. El terra és una barreja rica d'arrels, còdols, fulles, lianes i troncs. També és rica la fauna: cabres salvatges, gats mesquers, senglars, mussols, fagines, etc. En un dels escassos clars que hi trobarem, serem colpits per una vista grandiosa, des de peu de paret, dels Plecs del Llibre. El darrer plec és una gran placa de conglomerat de forma triangular: sembla una làpida antiquíssima en què l'erosió ha escrit una mena de jeroglífic amb un alfabet enigmàtic de balmes i fissures. Al Torrent de Migdia es pot copsar la força destructora de les grans tempestes: despreniments, esllavissades, troncs esfondrats, etc. És com si el Gegant Encantat (una de les agulles més emblemàtiques de Tabor) s'hagués despertat per a baixar pel torrent fins a Can Jorba. Abans d'arribar a aquesta masia, el torrent s'estreny i baixa fent giragonses entre ressalts verticals en un dels barrancs més populars de Montserrat: el Joc de l'Oca.

## Accés
Cal accedir a Can Jorba amb el vehicle per pista forestal (ho podem fer des del Bruc -per la masia del Castell- o Collbató -per la masia de La Vinya Nova-) seguint els senyals que anirem trobant a les cruïlles. Deixem el vehicle a Can Jorba i agafem la pista que surt en direcció est. Seguim la pista durant 500 metres fins a trobar una sendera que surt a l'esquerra i enfila la muntanya. Al trencall hi ha un senyal i una barrera de fusta. A la vora, hi ha una clariana al bosc, a peu de pista, on també podem aparcar el vehicle si és que no ho hem fet abans. Deixem el camí que puja a la dreta cap a Sant Jeroni (Camí dels Francesos) i seguim recte per un sender que baixa ràpidament al Torrent del Migdia. A partir d'ací és recomanable fer tot el camí que puja en direcció nord fins al portell de Migdia. Avançant entre lianes i troncs caiguts, arribarem a un gran bloc desprèss recentment de la muntanya, que per molt poc no ens barra el pas. Al clar dels Plecs del Llibre, ens trobarem un bassal que una tempesta de la primavera del 2011 va deixar colgat amb milers de còdols. Si seguim pujant, anirem passant els trencalls del Montgròs, Sant Jeroni i la Canal dels Micos fins a arribar al final del torrent, marcat pel portell de Migdia. Baixem pel mateix camí amb cura de no entrar al Joc de l'Oca, que baixa pel dret fins a Can Jorba (si ho fem, cal tindre present que el seu descens no és una simple excursió, ja que implica múltiples passos ferrats i el més prudent és anar equipat amb casc, arnès i mosquetons).